# Cysticercos
Cysticercos är en vävnads-infektion som orsakas av svinbandmasken (Taenia solium). Drabbade kan uppvisa få eller inga symptom under flera år, och utvecklar ungefär en till två centimeter stora fasta, smärtfria knutor i hud och muskler. Då hjärnan drabbats kan dock neurologiska symptom uppvisas. Efter månader eller år kan dessa knutor utvecklas till att bli smärtsamma och svullna för att sedan spontant försvinna. Då cystor bildas i hjärnan kallas sjukdomen för neurocysticercos. I utvecklingsländer är sjukdomen en av de vanligaste orsakerna till epileptiska anfall.

## Orsak och diagnos
Sjukdom sprids vanligen genom förtärande av mat kontaminerad med bandmasksägg. Den mat som vanligen tros vara smittoorsak är okokta grönsaker.  Bandmaskens ägg kommer från avföringen från en person som är infekterad med adulta maskar. Denna infektion är känd som taeniasis och sker då vuxna svinbandmaskar lever i magtarm-kanalen. Den orsakas av att äta cystor i dåligt genomstekt fläsk eller biff. Båda formerna av infektionen kan påträffas hos en och samma person vid samma tillfälle. Diagnosen kan sättas med hjälp av punktionscytologi av en cysta. Bildtagningstekniker av hjärnan med datortomografi (CT) eller magnetresonanstomografi (MRI) är viktiga för att upptäcka sjukdomen då den drabbat hjärnan. En viss typ av vit blodcell känd som eosinofil, i cerebrospinalvätskan (CSV) indikerar också ökad sannolikhet av neurocysticercos-infektion.

## Förebyggande åtgärder och behandling
Förebyggande åtgärder mot infektionen innefattar bland annat att alltid låta fläsk bli genomstekt, användning av hygieniska toaletter, och förbättrad tillgång till rent vatten. Att behandla dem med taeniasis är viktigt för att undvika vidare spridning. Behandling av sjukdomen då den inte involverar nervsystemet kanske inte behövs. Behandling av de som drabbats av neurocysticercos kan ske via medicinering med prazikvantel eller albendazol. Behandling med dessa kan krävas under lång tid. Steroider kan behövas för att minska inflammation under behandlingen. Antikonvulsiv-medicinering kan även behövas. Kirurgi görs ibland för att avlägsna cystorna. Epileptiska anfall kan ske i över hälften av de fall som drabbats av neurocysticercos.

## Epidemiologi
Svinbandmasken är vanlig i många delar av den utvecklande världen, bland annat Asien, Subsahariska Afrika, och Latinamerika. I vissa områden antas det att upp emot 25 % av befolkningen är drabbad. I den utvecklade världen är den väldigt ovanlig. År 2010 orsakade sjukdomen 1200 dödsfall internationellt, en ökning från 700 år 1990. Cysticercos drabbar även grisar och kor, men orsakar sällan symptom då de flesta djuren inte lever tillräckligt länge för att hinna utveckla dem. Sjukdomen har funnits med oss genom stora delar av den mänskliga historien.